# De miseria humanae conditionis
De miseria humanae conditionis (in italiano, "Sulla miseria della condizione umana"), conosciuto anche come Liber de contemptu mundi (in italiano, "libro sul disprezzo del mondo"), è un testo religioso del XII secolo scritto in latino dal cardinale Lotario dei conti di Segni, futuro papa Innocenzo III.
Il testo è diviso in tre parti: nella prima parte vengono descritte la miseria del corpo umano e le varie difficoltà che si devono affrontare per tutta la vita; il secondo elenca le inutili ambizioni dell'uomo, cioè ricchezza, piacere e stima; il terzo affronta il decadimento del cadavere umano, l'angoscia dei dannati all'inferno e il giorno del giudizio.
Per il taglio delle scene e per il vigore della lingua, l'opera (che fu più volte tradotta ed usata come fonte da altri autori) si stacca originalmente dai trattati di perfezione, manuali devoti, leggende di santi e beati che fu prodotta in quest'epoca.

## Edizioni
Edizioni moderne
- (LA) Lotario dei conti di Segni, De contemptu mundi sive de miseria humanae conditionis libri tres, a cura di J.H. Achterfeldt, Bonn, 1855.
- (LA) Lotario dei conti di Segni, De Miseria Humane Conditionis, a cura di M. Maccarone, Lugano, 1955.
- (LA) Lotario dei conti di Segni, De Miseria Condicionis Humane, a cura di Robert E. Lewis, Athens (Georgia), 1978.